# ジャガー・C-X75
ジャガー・C-X75（Jaguar C-X75 ）はジャガーがウィリアムズと提携して開発したコンセプトカーである。

## 概要
C-X75は2010年のパリモーターショーで発表された。この車は将来のジャガーのデザインとテクノロジーを示唆するデザインスタディモデルと発表された。C-X75には4つのYASAモーターが搭載され、1つのモーターにつき1つの車輪を駆動する。また、発電用として、ディーゼル燃料で動くマイクロガスタービンを2基搭載していた。
2011年5月、ジャガーはC-X75を2013年から2015年までの間、限定生産することを発表した。生産台数は250台で、マイクロガスタービンの代わりに1.6L ツインチャージャー付き直列4気筒エンジンを搭載する予定だった。製造はウィリアムズ・アドバンスド・エンジニアリングと共同で行われ、モーターのみでの航続距離は50kmとされていた。しかし2008年のリーマンショックから成る世界的大不況の影響が続いており、2012年12月にジャガーはC-X75の生産を中止すると発表した。
2013年には5台のプロトタイプが製造され、2015年の映画「007 スペクター」に提供された。

## 映画「007 スペクター」への登場

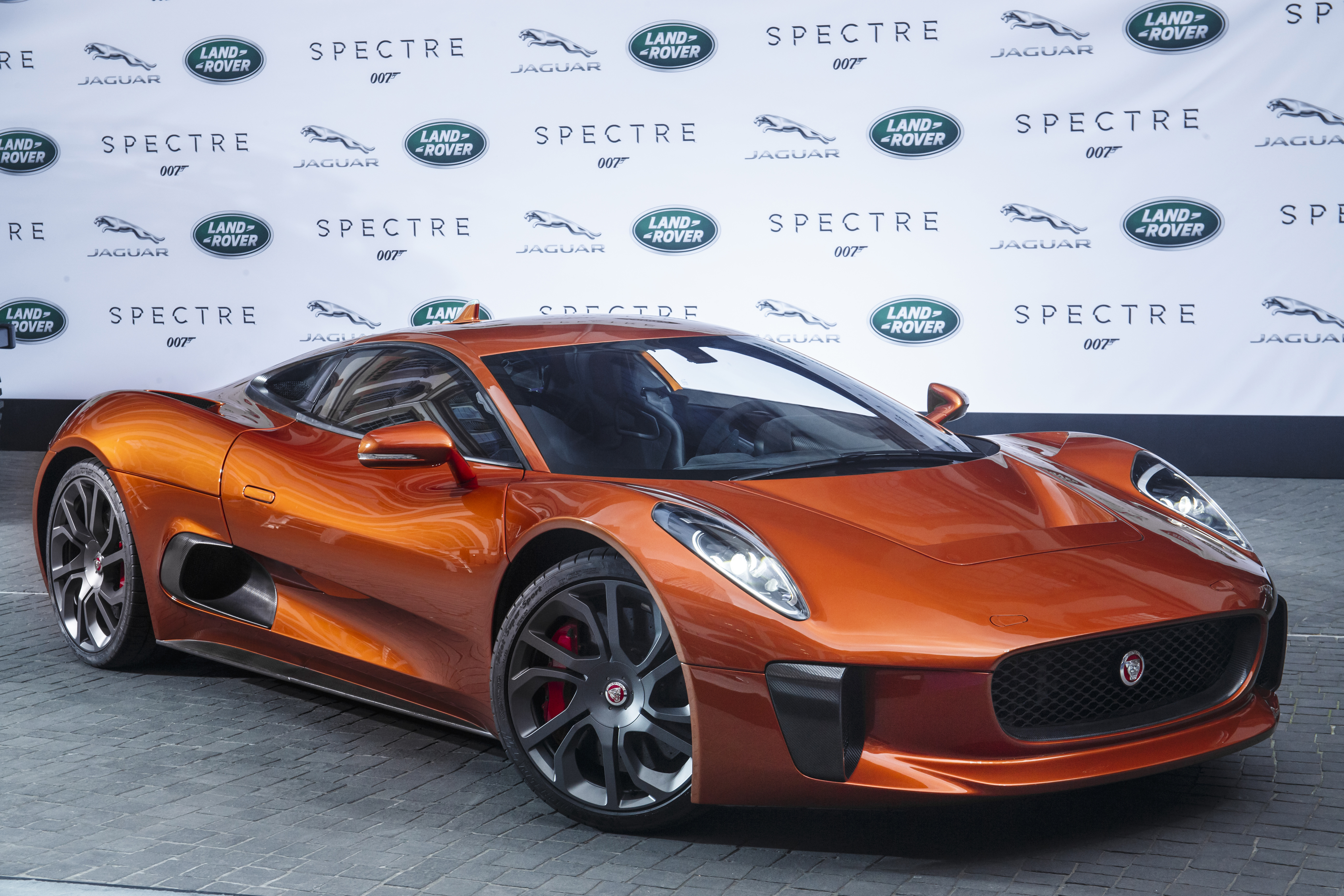
007 スペクターに登場したC-X75

C-X75は2015年に公開された映画「007 スペクター」に敵役であるミスター・ヒンクスの愛車として登場し、ジェームズ・ボンドが運転するDB10とローマ市内でカーチェイスを行う。ジャガーは7台のC-X75を提供したが、パワートレインはC-X75のものではなくドライサンプV8エンジンを搭載していた。

この映画に登場したことによってC-X75が再び生産されるのではないかという憶測が生まれたが、JLR特殊車両オペレーションの責任者であるジョン・エドワーズ氏が「この車が登場する機会ではあったが、それが変化を意味するものではない」として、C-X75復活の疑惑を否定した。

また、C-X75が何台存在しているかは定かではない。車の開発に携わったウィリアムズは6台のスタントカーを依頼され7台製造したとWebサイトで述べている。しかし、ジャガーが撮影した写真には6台のC-X75が写っている。C-X75のうちの1台を販売したKaaimans Internationalはスタントカーは4台しか製造されなかったと述べている。また、この車のデザインを務めたイアン・カラム氏は映画のために特別に4台が製造されたと述べており、ジェイソン・バーロウの著書「Bond Cars：The Definitive History」では7台のC-X75があると書かれている。トップギアの記事にも7台のC-X75が製造されたと書かれている。
このように様々な説が存在しており、実際にC-X75のプロトタイプ（または映画のためのスタントカー）が何台製造されたのかは分かっていない。

## 参照
1. ↑  https://www.carmagazine.co.uk/car-news/first-official-pictures/jaguar/jaguar-c-x75-concept-2010-diesel-electric-supercar/
2. ↑  https://web.archive.org/web/20170707205820/http://www.yasamotors.com/yasa-motors-work-for-jaguar-land-rover-recognised/
3. ↑  https://web.archive.org/web/20110811162630/http://www.motortrend.com/auto_shows/paris/2010/1009_jaguar_c_x75_concept/index.html
4. ↑  https://www.greencarcongress.com/2011/05/cx75-20110506.html#tp
5. ↑  https://www.bbc.co.uk/news/business-13307919
6. ↑  https://www.autocar.co.uk/car-news/new-cars/jaguar-c-x75-star-alongside-astons-db10-spectre
7. ↑  https://www.autocar.co.uk/car-news/new-cars/aston-martin-db10-special-gaydon-love
8. ↑  https://wae.com/casestudies/spectre-stunt-cars/
9. ↑  https://car-images.bauersecure.com/wp-images/76/1040x0/0jaguarc-x75spectre.jpg
10. ↑  https://www.kaaimans.com/current-stock/11470504-jaguar-c-x75-spectre-chassis-001/
11. ↑  https://www.topgear.com/car-news/bond-cars/bond-special-driving-spectres-very-evil-jaguar-c-x75